# Philadelphia (Klein-Azië)
Philadelphia (Oudgrieks: Φιλαδέλφεια) was een Oud-Griekse polis in het oosten van Lydië aan de voet van de Tmolus (het huidige Alaşehir).
Het was vroeger een belangrijke stad, maar werd bij herhaling door aardbevingen geteisterd. Zo vond er ten tijde van Tiberius een zware aardbeving plaats.

## Referentie
- art. Philadelphia (1), in F. Lübker - trad. ed. J.D. Van Hoëvell, Classisch Woordenboek van Kunsten en Wetenschappen, Rotterdam, 1857, p. 735.